# Kleczew (gmina)
Kleczew (do 1870 gmina Budzisław) – gmina miejsko-wiejska w województwie wielkopolskim, w powiecie konińskim. W latach 1975–1998 gmina położona była w województwie konińskim.
Siedziba gminy to Kleczew.
Według danych z 30 czerwca 2004 gminę zamieszkiwało 9729 osób. Natomiast według danych z 31  grudnia 2017 roku gminę zamieszkiwało 9991 osób. GUS 20 września 2022 r. opublikował wyniki spisu powszechnego z 2021 r. według którego liczba mieszkańców gminy Kleczew wzrosła w stosunku do roku 2020 i wynosiła 9649 mieszkańców.

## Struktura powierzchni
Według danych z roku 2002 gmina Kleczew ma obszar 110,12 km², w tym:
- użytki rolne: 75%
- użytki leśne: 1%

Gmina stanowi 6,98% powierzchni powiatu.

## Demografia

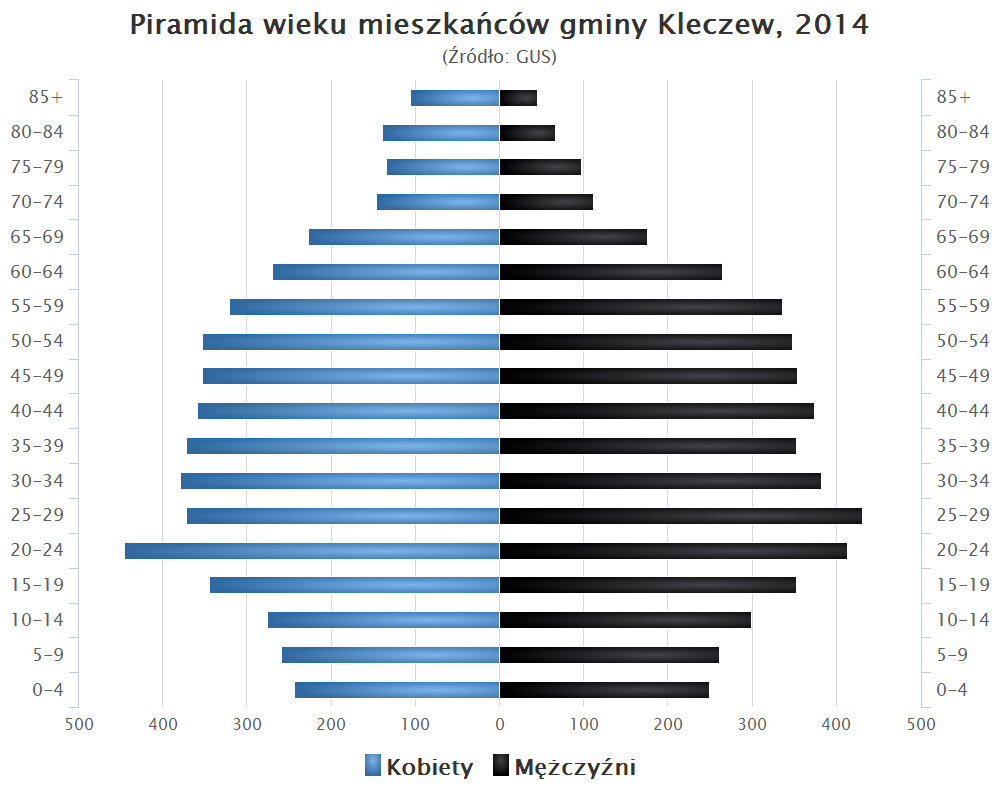
Piramida wieku mieszkańców gminy Kleczew w 2014 roku

Dane z 30 czerwca 2004:
| Opis                              | Ogółem | Ogółem | Kobiety | Kobiety | Mężczyźni | Mężczyźni |
| --------------------------------- | ------ | ------ | ------- | ------- | --------- | --------- |
| jednostka                         | osób   | %      | osób    | %       | osób      | %         |
| populacja                         | 9729   | 100    | 4952    | 50,9    | 4777      | 49,1      |
| gęstość zaludnienia (mieszk./km²) | 88,3   | 88,3   | 45      | 45      | 43,4      | 43,4      |

## Oświata
- Szkoła Podstawowa w Złotkowie;
- Zespół Szkół Ogólnokształcących i Technicznych w Kleczewie[6],
- Szkoła Podstawowa w Kleczewie;
- Szkoła Podstawowa w Sławoszewku;
- Szkoła Podstawowa w Budzisławiu Kościelnym;
- Szkoła Podstawowa im. Józefa Jóźwiaka w Koziegłowach[7]

## Ochotnicza Straż Pożarna
- OSP Kleczew;
- OSP Jabłonka;
- OSP Złotków;
- OSP Sławoszewek;
- OSP Roztoka[8][9]

## Koło Gospodyń Wiejskich
- Koło Gospodyń Wiejskich w Marszewie
- Koło Gospodyń Wiejskich w Złotkowie
- Koło Gospodyń Wiejskich w Woli Spławieckiej
- Koło Gospodyń Wiejskich Roztoka w Roztoce
- Koło Gospodyń Wiejskich w Nieborzynie
- Koło Gospodyń Wiejskich Józefowo
- Koło Gospodyń Wiejskich w Jabłonce
- Koło Gospodyń Wiejskich w Adamowie nad Jeziorem
- Koło Gospodyń Wiejskich w Sławoszewku[10]

## Sołectwa
Adamowo, Budzisław Górny, Budzisław Kościelny, Izabelin, Jabłonka, Janowo, Kalinowiec, Kamionka, Marszewo, Miłaczew, Nieborzyn, Przytuki, Roztoka, Sławoszewek, Sławoszewo, Tręby Nowe, Wielkopole, Wola Spławiecka, Zberzyn, Złotków.

## Pozostałe miejscowości
Alinowo, Białobród-Kolonia, Białobród-Folwark, Bolesławowo, Cegielnia, Cegielnia-Łąka, Danków, Danków A, Dobromyśl, Genowefa, Helenowo, Józefowo, Jóźwin, Koziegłowy, Modrzerzewo, Obrona, Słaboludz, Słaboludz-Kolonia, Słowiki, Spławce, Stogi, Tręby Stare, Władysławowo, Zberzynek.

## Sąsiednie gminy
Kazimierz Biskupi, Orchowo, Ostrowite, Powidz, Ślesin, Wilczyn